# (2957) Tatsuo
(2957) Tatsuo es un asteroide perteneciente al cinturón de asteroides descubierto por Karl Wilhelm Reinmuth el 5 de febrero de 1934 desde el Observatorio de Heidelberg-Königstuhl, Alemania.

## Designación y nombre
Tatsuo se designó al principio como 1934 CB1.
Posteriormente, en 1992, fue nombrado en honor del astrofísico japonés Tatsuo Yamada.

## Características orbitales
Tatsuo está situado a una distancia media de 3,02 ua del Sol, pudiendo acercarse hasta 2,742 ua y alejarse hasta 3,298 ua. Su inclinación orbital es 8,713 grados y la excentricidad 0,09219. Emplea en completar una órbita alrededor del Sol 1917 días.

## Características físicas
La magnitud absoluta de Tatsuo es 10,8. Tiene un diámetro de 25,64 km y un periodo de rotación de 6,819 horas. Su albedo se estima en 0,2235. Tatsuo está asignado al tipo espectral L de la clasificación SMASSII.